# 見越町
見越町（みこしちょう）は、愛知県愛西市の地名。字が5つある。

## 地理
旧佐織町中央部に位置する。東・西・南は津島市、北は町方町に接する。

### 字一覧
（五十音順・読みはyahoo!地図による）
- 川田（かわた）
- 高畑（たかはた）
- 堂起（どうおこし）
- 古堤起（ふるづつみおこし）
- 前田（まえだ）

## 歴史

### 町名の由来
水越の転訛によるという。

### 沿革
- 江戸時代 - 尾張国海東郡の尾張藩領佐屋代官所支配の見越村として所在[7]。
- 1889年（明治22年） - 合併に伴い、藤浪村大字見越となる[7]。
- 1906年（明治39年） - 合併に伴い、佐織村大字見越となる[7]。
- 1939年（昭和14年） - 町制施行に伴い、佐織町大字見越となる[7]。
- 1947年（昭和22年）2月25日 - 同年10月に迎える津島町の市制施行に際して、同市への編入を求める陳情が佐織町当局に対して行われる[8]。また、住民は同地区在住の児童生徒を津島町内の小中学校に越境入学させる実力行使に及ぶ[8]。
- 1949年（昭和24年）
  - 2月11日 - 大字見越在住住民の総意により、同地区の津島市編入を求める陳情書が佐織町長宛に提出される[8]。
  - 2月17日 - 当時の津島市長により、佐織町長宛に編入手続きを求める書簡が渡される[8]。
  - 4月1日 - 佐織町議会において、大字見越の津島市編入について否決[9]。
- 1950年（昭和25年）4月 - 津島市へ越境入学していた生徒児童について、佐織町内の小中学校に復帰[10]。
- 1951年（昭和26年）3月18日 - 津島市佐織町合併調整研究委員会において、見越地区の津島市編入を否決することを決し、津島市側に通告[11]。
- 1955年（昭和30年）3月28日 - 佐織町議会協議会において見越・諸桑・町方新田の一部を津島市に編入することを求める緊急動議が提出される[12]。翌月11日合併は否決される[12]。
- 2005年（平成17年）4月1日 - 合併に伴い、愛西市見越町となる。

## 世帯数と人口
2019年（令和元年）5月1日現在の世帯数と人口は以下の通りである。
| 町丁   | 世帯数  | 人口  |
| ------ | ------- | ----- |
| 見越町 | 159世帯 | 419人 |

### 人口の変遷
国勢調査による人口の推移
| 2005年（平成17年） | 456人 | [ 13 ] |  |
| 2010年（平成22年） | 440人 | [ 1 ]  |  |
| 2015年（平成27年） | 413人 | [ 14 ] |  |

## 小・中学校の学区
市立小・中学校に通う場合、学区は以下の通りとなる。
| 番・番地等 | 小学校               | 中学校             |
| ---------- | -------------------- | ------------------ |
| 全域       | 愛西市立北河田小学校 | 愛西市立佐織中学校 |

## 交通

### バス
- 愛西市巡回バス（2020年4月1日現在）[16]

|     | 停留所名 | ルート |
| --- | -------- | ------ |
| 118 | 見越町   | 佐織南 |

## 施設
- 六所社[5]
- 真宗大谷派誓入寺[5]

## その他

### 日本郵便
- 郵便番号 : 496-8013[3]（集配局：津島郵便局[17]）。